# Deutsche Gesellschaft zum Bau und Betrieb von Endlagern für Abfallstoffe
De Deutsche Gesellschaft zum Bau und Betrieb von Endlagern für Abfallstoffe mbH (DBE) (de Duitse vereniging voor de bouw en de exploitatie van opslagplaatsen voor radioactief afval) is opgericht in 1979 en gevestigd in Peine. De onderneming telt ongeveer 570 medewerkers en is voor 75% in handen van het Gesellschaft für Nuklear-Service (GNS) met als eigenaren van E.ON (48%), RWE (28%), EnBW (18,5%) en Vattenfall (5,5%).
DBE is verantwoordelijk voor de planning, de bouw en de exploitatie van de faciliteiten zoals de opslagplaats voor radioactief afval Morsleben, Schacht Konrad en de zoutkoepel Gorleben voor de continuïteit en de verwijdering van radioactieve afvalstoffen in opdracht van de Bondsrepubliek Duitsland.

## DBE Technology GmbH
DBE Technology GmbH is een 100% dochteronderneming van de DBE. DBE Technology GmbH werd opgericht in 2000 om bevoegdheden in opdracht van de federale overheid buiten de taken in de nationale en internationale projecten met een focus op het beheer van radioactief afval en het gebruik uit te voeren. Het bedrijf is gevestigd in Peine (Nedersaksen).